# Цутому Ошима
Цутому Ошима (јап. 大島 劼) је оснивач и Шихан (главни инструктор) Шотокан карате Америке (СКА), а такође га признају као главног инструктора и у многим другим међународним шотокан организацијама.
Ошимин огранак шотокана постао је познат као Шотокан Ошима Карате.

## Историја
Ошима је рођен 6. августа 1930. године, и већ у петој години је ушао у дисциплиновани и ригорозни свет јапанских борилачких вештина. Вежбао је свакодневно, од 5. до 15. године је тренирао сумо рвање, од 8. до 15. године кендо, а од 9. до 13. године џудо.
У директан контакт са шотокан каратеом је дошао на Универзитету Васеда 1948. године, где је тренирао под директним вођством мајстора Фунакошија све до 1953. године. На његово тенирање такође значајан утицај су извршили и:
- Хироши Ногучи, први капитен Васеде
- Шигеру Егами
- Тошио Камата-Ватанабе
- Тадао Окујама
- Мацуо Шибуја

На свејапанској сандан промоцији 1952. године Фунакоши је лично доделио Ошими његов сандан ниво (црни појас трећи дан), дајући му највећи резултат од свих учесника. Такође 1952. године постао је капитен карате клуба Васеда универзитета, радећи са мајстором Фунакошијем. Годан ниво му је додељен 1957. године, опет од стране Фунакошија лично и то је највећи ниво који је он доделио икада и највећи ниво који се може достићи у СКА.
Ошима је 1952. године иновирао систем суђења који се и данас користи на турнирима. Ипак, ученицима који су хтели да учествују, скретао је пажњу да на турнире не треба да се гледа као на израз истинског каратеа.
Јапан је напустио 1955. године како би наставио своје студије на универзитету Јужне Калифорније у Лос Анђелесу. Основао је први универзитетски карате клуб у САД, при Калифорнијском технолошком универзитету у Пасадени, 1957. године. Такође, 1959. године, основао је Јужнокалифорнијску Карате Асоцијацију (Southern California Karate Association), и наредних 10 година њена репутација и чланство су непрестано расли. Многи доџои су основани од стране Ошиминих инструктора широм Калифорније као и читаве државе. Стога, организација је преименована у Шотокан Карате Америке 1969. године.